# برت لیپشام
برت لیپشام (به انگلیسی: Bert Lipsham) زادهٔ ۲۹ آوریل ۱۸۷۸ بازیکن فوتبال اهل انگلستان بود که سابقهٔ بازی در تیم ملی فوتبال انگلستان را در کارنامهٔ خود دارد. وی در تاریخ ۳ مارس ۱۹۰۲ تنها بازی ملی خود را در مقابل تیم ملی فوتبال ولز انجام داد.